# Третья Священная война
Третья Священная война 356—346 до н. э. — война между фокидянами и фиванцами за контроль над Дельфами, переросшая в борьбу за господство над Северной и Центральной Грецией.

## Фокидский союз
Фокидский союз во второй половине V в. был на стороне Спарты, и города Фокиды даже вошли в Пелопоннесский союз, в составе которого участвовали в Пелопоннесской войне.
В дальнейшем Фокида продолжала поддерживать  отношения со Спартой, особенно перед лицом усиления фиванцев. Победа при Левктрах покончила со спартанским влиянием в Средней Греции, и Фокиде пришлось вступить в вынужденный союз с Фивами. Поскольку Беотия, в отличие от Афин или Спарты, находилась в непосредственной близости от Фокиды, фиванская гегемония грозила лишить фокидян остатков самостоятельности. Таким образом, конфликт между двумя государствами был всего лишь делом времени. Уже во время последнего похода Эпаминонда на Пелопоннес фокидяне отказались предоставить союзникам вспомогательный отряд, сославшись на то, что у них с Фивами только оборонительный союз. Фиванцам пришлось принять отказ, так как накануне решительной схватки со спартанцами они не могли позволить себе роскоши воевать на два фронта.
Битва при Мантинее и гибель Эпаминонда привели к упадку мощи Фив, от которых начали отпадать союзники. Тем не менее, упустить контроль над Фокидой фиванцы не хотели, так как «обладание долиной верхнего Кефиса и Фермопилами было для Фив вопросом их политического существования».

## Конфликт с Фивами
Для того, чтобы удержать под своей властью Фокиду, фиванцы использовали Дельфийскую амфиктионию, руководство которой фактически находилось в их руках. Уже в 363 до н. э. Совет амфиктионов приговорил к изгнанию главу профокидской партии в Дельфах Астикрата и его приверженцев. Изгнанники нашли убежище в Афинах. Весной 356 до н. э. по инициативе фиванцев амфиктиония обвинила нескольких влиятельных фокидян в святотатстве: возделывании посвящённой богу земли. Осуждённые были приговорены к большому штрафу, в случае неуплаты которого к определённому сроку их имущество должно было быть конфисковано.
Хотя это решение касалось не всей общины, но лишь нескольких лиц, оно вызвало в Фокиде всеобщее возмущение.
Антифиванское движение возглавили знатные граждане Филомел и Ономарх. На состоявшемся общем собрании фокидян Филомел оспорил законность действий амфиктионов, наложивших непомерно суровое наказание, и, напомнив о старинных правах и привилегиях своего народа в амфиктионии, призвал соотечественников установить свой контроль над святилищем.
Собрание признало решение амфиктионов незаконным, а Филомел был избран стратегом-автократором в виду неизбежной войны. Его заместителем стал Ономарх.

## Подготовка к войне
Филомел занялся подготовкой к войне и поиском союзников. Он поехал в Спарту и начал тайные переговоры с царём Архидамом о союзе против Фив. Он напомнил царю, что спартанцы также были подвергнуты амфиктионами несправедливому штрафу по инициативе фиванцев, и указал, что ныне представляется возможность отомстить и поставить Фивы на место. Архидам был согласен, но до выяснения позиции других значительных государств, опасался ставить перед правительством вопрос об открытой поддержке выступления фокидян против амфиктионии. В будущем он пообещал всё возможное содействие, и в качестве аванса дал Филомелу субсидию в 15 талантов для вербовки наёмников.

## Захват Дельф
Филомел призвал на военную службу до тысячи граждан, а на деньги, полученные от Архидама, и свои собственные средства, навербовал значительное число наёмников, после чего в начале лета 356 до н. э. без труда захватил Дельфы. Там он сделал официальное заявление, в котором, ссылаясь на гомеровский «список кораблей», обосновывал древние права фокидян на обладание городом и святилищем, а также обещал не трогать храмовую казну. Амфиктионы были застигнуты врасплох; только соседние локры выступили на защиту святилища, но недалеко от Дельф, у Федриадских скал, были наголову разбиты Филомелом. Священный город перешёл под контроль фокидян. Изгнанные сторонники Фокиды во главе с Астикратом были возвращены, на противников же обрушились репрессии. Все богатые граждане были обложены налогом, полученные средства Филомел употребил на содержание армии.
Разгромленные локры обратились за помощью к Фивам. Беотийский союз немедленно объявил войну Фокиде и направил отряды в земли локров. Фиванцы решили добиться на ближайшей осенней сессии амфиктионов объявления войны фокидянам от имени всей Дельфийской амфиктионии.
Филомел заставил Дельфийского оракула дать ему предсказание о предстоящей войне, и Пифия дала ему двусмысленный, по своему обыкновению, ответ, сказав, что он может поступать, как ему угодно. Стратег поспешил истолковать оракул в том смысле, что бог позволяет ему действовать по собственному усмотрению.
В крупнейшие государства Эллады были отправлены послы, разъяснявшие позицию фокидян. Афины, Спарта и несколько общин Пелопоннеса поддержали Фокиду и вступили с ней в союз.
Дельфы были обнесены стеной, был проведён дополнительный набор в фокидское ополчение, и увеличено число наёмников, для привлечения которых Филомел в полтора раза поднял им жалование. Эти меры требовали значительных средств, и фокидскому правительству пришлось взять их из храмовой сокровищницы (вероятно, в виде займа).

## Объявление войны
В начале осени состоялась сессия амфиктионов, на которой фокидянам подавляющим большинством голосов была объявлена Священная война. Однако, это были голоса беотийцев, фессалийцев и их союзников, а такие города как Спарта, Афины и Коринф выступили против, что сразу поставило под сомнение перспективы будущей войны.
Поскольку приближалась зима, военные действия в том году так и не начались, и это позволило Филомелу к весне довести численность своих войск до 10 тыс. пехоты и конницы.

## Кампания 355 до н. э.

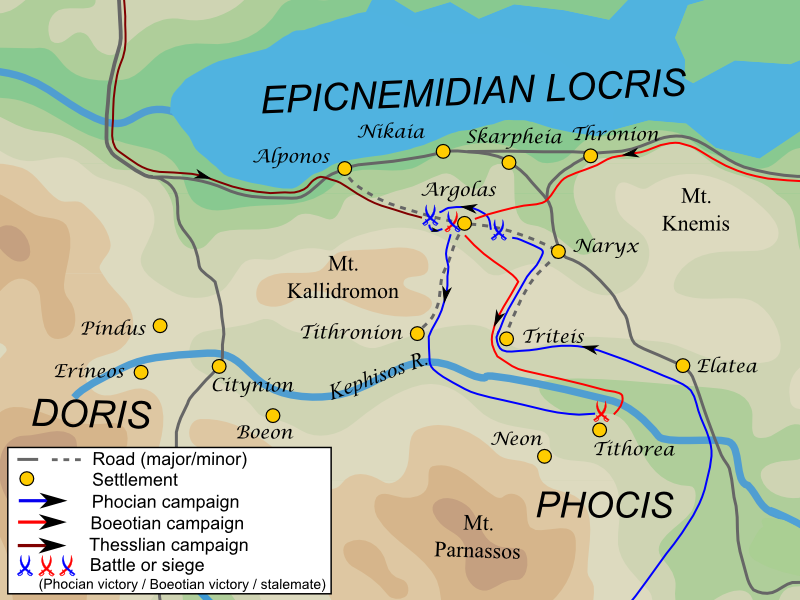
Кампания 355 до н. э.

В 355 фокидяне вторглись в земли восточных локров. Филомел разбил локров в конном сражении, а затем разгромил передовой отряд беотийцев и нанёс поражение вступившему в Локриду 6-тыс. отряду фессалийцев и их союзников. Прогнать фессалийцев обратно за Фермопильский проход, по-видимому, не удалось, и когда в Локриду вступили основные силы беотийцев, войска союзников достигли 12 тыс. человек. На помощь Филомелу прибыли только 1500 пелопоннесских ахейцев, поэтому ему пришлось отступить на юг, за Кефис.
После этого противники какое-то время маневрировали: союзники искали путь для вторжения в Фокиду, а Филомел пытался им помешать. Решительное сражение произошло осенью, когда Филомел неожиданно наткнулся у города Неон (Тифорея) на вражеское войско под командованием Паммена, и был вынужден дать бой в невыгодных условиях. Фокидяне, значительно уступавшие противнику числом, были наголову разбиты, а командующий, чтобы избежать плена, покончил с собой, бросившись вниз со скалы. Его заместитель Ономарх, впрочем, сумел собрать остатки разбитого войска и увести их в Фокиду. Победители, которые, вероятно, также понесли значительные потери, его не преследовали.

## Начало правления Ономарха
В конце 355 до н. э. Дельфах состоялось общее собрание фокидян, на котором присутствовали представители их союзников. Мнения фокидян относительно перспектив продолжения борьбы разделились. Группа наиболее состоятельных граждан склонялась к миру, опасаясь как за свои богатства, так и за своё политическое положение в условиях созданного Филомелом и Ономархом режима чрезвычайной военной власти, по форме близкого к «младшей тирании».
Им противостояла группа, возглавляемая людьми, осуждёнными амфиктионами, и состоявшая из тех, кто рассчитывал поправить своё материальное положение в ходе войны. Лидер этой группы, Ономарх, блестящей речью склонил на свою сторону собрание, высказавшееся большинством голосов за продолжение войны. Сам Ономарх был избран стратегом-автократором, его брат Фаилл стал заместителем.
Опасения умеренной группы сбылись вполне: придя к власти, Ономарх расправился с оппозицией, арестовывая и казня своих политических противников, а их имущество конфисковывая. Сокровища Дельфийского храма теперь уже без всяких церемоний переплавлялись в слитки для чеканки монеты, и это позволило навербовать невиданное для Греции число наёмников. Армия увеличилась вдвое и во время последнего похода Ономарха в Фессалию насчитывала 20 тыс. человек (из них всего 2—3 тыс. фокидских граждан).
Также была развёрнута активная дипломатическая работа: укреплены связи со Спартой, а ферским тиранам были предоставлены значительные субсидии, чтобы те могли выступить против Фессалийского союза и сковать его силы.

## Кампания 354 до н. э.

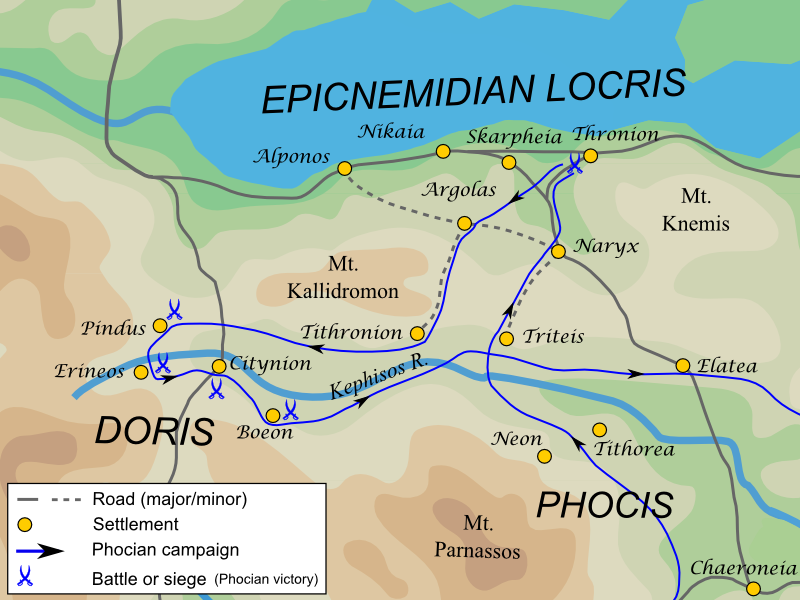
Поход фокидян в Эпикнемидскую Локриду и Дориду в 354 до н. э.

Весной 354 до н. э. Ономарх вторгся в область северных локров (Эпикнемидскую Локриду). Жителей взятого штурмом Фрония он в целях устрашения продал в рабство. Был подчинён главный город Западной Локриды — Амфисса. Вероятно, тогда же фокидяне заняли соседние с Фермопилами пункты — Альпон и Никею — и таким образом взяли под контроль проходы из Северной Греции. Западные локры изъявили покорность, после чего Ономарх вторгся в Дориду и разорил её дотла.
Разделавшись с врагами на западе, Ономарх обратился на восток — против Беотии, оказавшейся теперь в изоляции. Успеху вторжения способствовало то, что фиванцы направили 5-тысячное войско в Малую Азию на помощь сатрапу Артабазу, поднявшему восстание против Артаксеркса III. В ходе кампании фокидский предводитель захватил Орхомен, куда вернул жителей, уцелевших после разгрома города фиванцами в 365 до н. э. Однако под стенами соседней Херонеи его войска потерпели поражение, объяснявшееся, по-видимому, тем, что значительную часть войска пришлось отправить в Фессалию.
Филипп II Македонский пришёл на помощь фессалийцам против ферских тиранов, и те обратились за поддержкой к Ономарху. 7-тыс. фокидский отряд под командованием Фаилла выступил против македонян, но был разбит Филиппом. Тогда Ономарх лично отправился в Фессалию, решив использовать ситуацию и поставить эту страну под свой контроль. Оказавшись незаурядным военачальником и имея перевес в силах, он в двух сражениях разбил объединённое македонско-фессалийское войско и заставил Филиппа отступить в Македонию.
Полиен сообщает, что одно из этих сражений Ономарх выиграл благодаря военной хитрости, заманив македонян с помощью притворного отступления к подножию холма, имевшего форму полумесяца, на склонах которого находились катапульты и засадный отряд. Втянувшись в проход между рогами этого полумесяца, македонская армия подверглась обстрелу из катапульт и атаке воинов, прятавшихся на холме, а основные силы фокидян, прекратив ложное отступление, развернулись и ударили противника в лоб. Строй македонской фаланги был прорван, и войска Филиппа с трудом ушли от полного разгрома, оставив на поле боя много убитых и раненых.
Поражения настолько деморализовали македонян, что армия Филиппа начала разваливаться. Чтобы прекратить массовое дезертирство царь был вынужден вернуться на родину.

Говорят, что во время этого бегства царь македонян Филипп сказал: «Я не бежал, но отступил, как баран, чтобы снова произвести более сильный удар».— Полиен, II, 38, 2

## Кампания 353 г. до н. э.

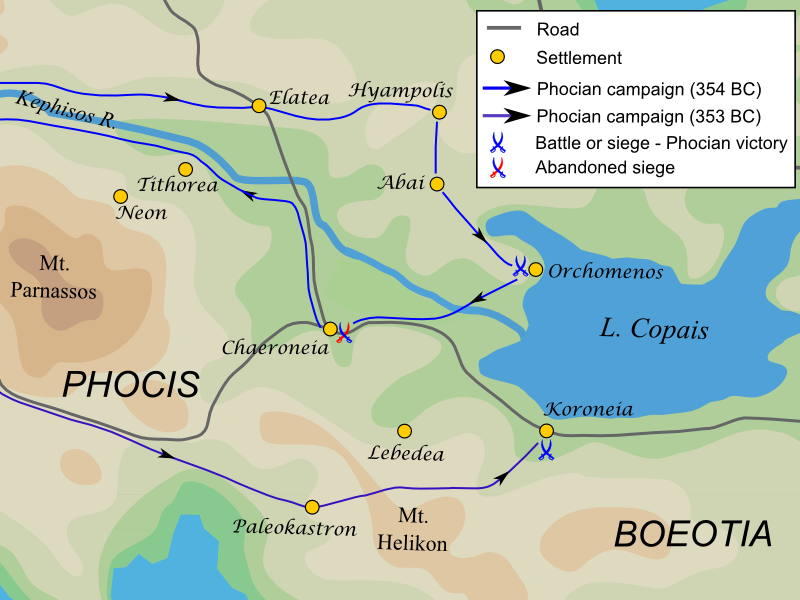
Походы фокидян в Беотию в 354—353 до н. э.

Победы Ономарха ненадолго превратили Фокидский союз в сильнейшую державу Греции. Весной 353 до н. э. в Дельфах после двухлетнего перерыва вновь собрались наопеи — должностные лица амфиктионии, и это означало фактическое признание греками нового положения вещей.

### Вторжение в Беотию
Весной Ономарх начал новое вторжение в Беотию и после упорной борьбы занял Коронею, где противники Фив открыли ему ворота акрополя, после чего бой с фиванцами продолжился в Нижнем городе. Исход сражения решил численный перевес фокидян. Развивая успех, они, по-видимому уже тогда овладели Корсиями и Тильфоссеем, подчинив себе всю западную Беотию до гор Геликона.

### Битва на Крокусовом поле
Дальнейшее продвижение фокидян было остановлено новым вмешательством Филиппа Македонского, опять вторгшегося в Фессалию. Ферские тираны вновь обратились за помощью к Ономарху и тот был вынужден направиться на север. На полпути между Фермопилами и Ферами на так называемом Крокусовом поле (у западного берега Пагасейского залива) фокидяне встретили армию Филиппа, который сумел не допустить их соединения с войсками ферских тиранов.
Обе армии насчитывали примерно по 20 тыс. пехотинцев, но у Филиппа было шестикратное превосходство в коннице — 3 тыс. против 500. Македоняне одержали блестящую победу. Около 6 тыс. фокидских воинов погибли либо в бою, либо при попытке добраться вплавь до кораблей афинской эскадры, вошедшей в Пагасейский залив, но не успевшей высадить десант. Ономарх погиб в сражении.
Непосредственным результатом битвы была потеря фокидянами всей Фессалии, кроме города Алоса (Гала), а также Северной и Западной Локриды. В долгосрочной перспективе поражение стало началом упадка фокидской державы.
Оппозиция в Фокиде была к тому времени достаточно эффективно подавлена, а потому Фаилл без помех стал преемником Ономарха на посту стратега-автократора. Он энергично принялся за восстановление военной мощи, вновь запустив руку в дельфийскую сокровищницу. С целью привлечения наёмников он в два раза поднял им плату.

### Контрнаступление фиванцев
По-видимому, уже летом 353 до н. э., узнав об исходе битвы на Крокусовом поле, фиванцы перешли в контрнаступление, и нанесли Фаиллу поражения в боях под Орхоменом, у Кефиса и под Херонеей. Диодор пишет, что фокидяне потеряли не менее 1,5 тыс. человек. Тем не менее, фиванцам не удалось вернуть города Западной Беотии, а потому историки полагают, что рассказы о крупных поражениях фокидян сильно преувеличены античными авторами. Война, в которой ни одна сторона не могла добиться решительного успеха, приняла затяжной характер.

### Оборона Фермопил
Филипп Македонский пытался развить успех и двинулся к Фермопилам, но проникновение македонян в Среднюю Грецию угрожало не только фокидянам, но и их союзникам. Немедленно на помощь Фаиллу выступили тысяча спартанцев, две тысячи ахейцев, а афиняне, как ближайшие соседи, выставили почти всё гражданское ополчение: 5 тыс. пехоты и 400 всадников под командованием стратега Навсикла. Ферские тираны, бежавшие от македонян в Фокиду, предоставили 2 тыс. своих наёмников. Силы союзников прочно закрыли Фермопильский проход и не допустили вторжения Филиппа.

## Кампания 352 г. до н. э.

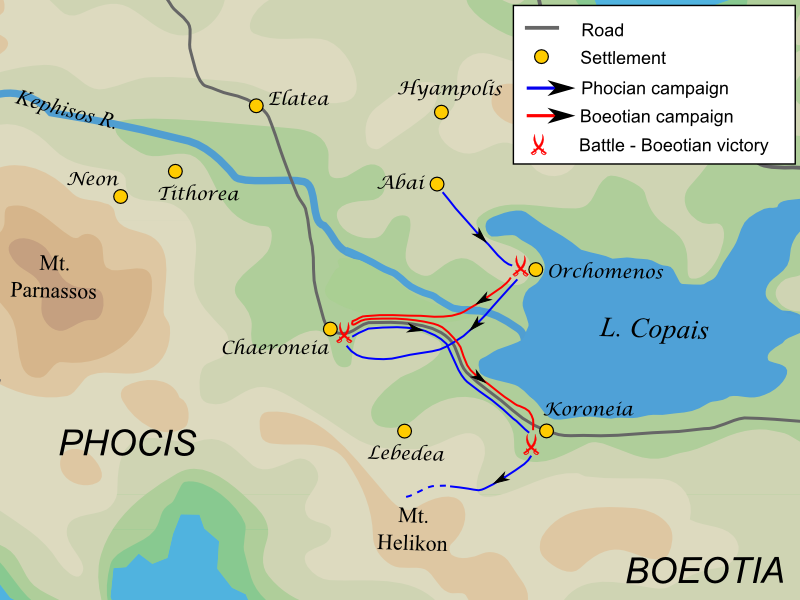
Кампания 352 до н. э.

В 352 до н. э. Фаилл направил спартанцам, начавшим в предыдущем году войну со своими противниками на Пелопоннесе, помощь в 3 тысячи наёмников. Фиванцы, в свою очередь, послали для поддержки противников Спарты 4,5 тыс. воинов под командованием беотарха Кефисиона. Фаилл воспользовался этим и вторгся в Северную Локриду, где захватил все города, кроме Нарикса. Беотийцы в ответ произвели вторжение в Фокиду, разбили армию Фаилла у Аб, после чего опустошили окрестные земли. Затем они выступили на помощь осаждённому Нариксу, но там были атакованы Фаиллом и потерпели поражение. После этого фокидяне штурмом взяли город и разрушили его. В результате кампании связь с укреплёнными пунктами близ Фермопил была восстановлена,.
Тем временем война на Пелопоннесе закончилась перемирием, после победы спартанцев в крупной битве и вспомогательные войска фокейцев вернулись домой. Фаилл тяжело заболел и через некоторое время умер, передав власть племяннику — сыну Ономарха Фалеку. Тот был ещё слишком юным, и фактическое руководство находилось в руках друга (и, вероятно, родственника) Фаилла Мнасея.

## Кампания 351 г. до н. э.

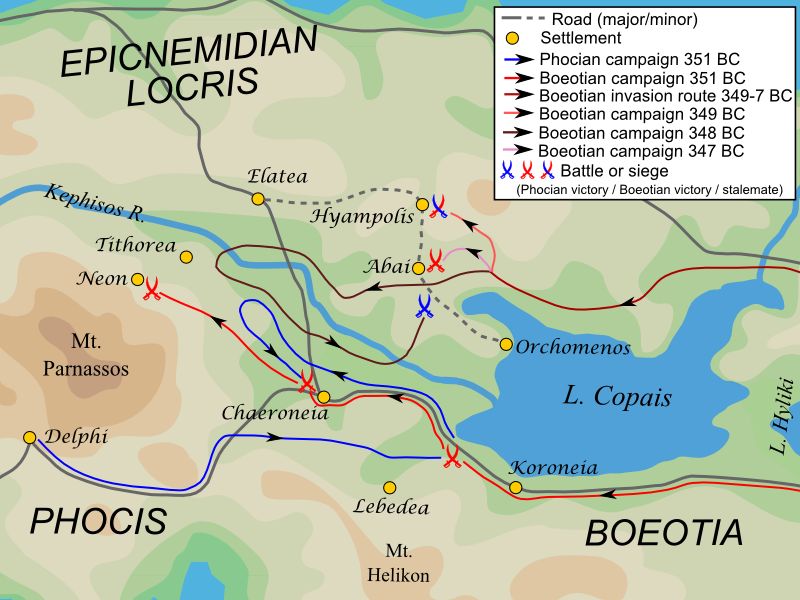
Кампании 351—347 до н. э. в Беотии и Фокиде

В 351 до н. э. военные действия развернулись в Западной Беотии, где фиванцы пытались отвоевать занятые фокидянами города. Мнасей погиб в самом начале кампании во время ночного нападения противника на лагерь фокидян. Фалеку пришлось принять командование. Он попытался захватить Херонею, и после первой неудачи сумел ворваться в город, однако вскоре был выбит оттуда подошедшими из Фив основными силами беотийцев. Те перешли в наступление, снова вторглись в Фокиду, взяли несколько городков и опустошили сельскую местность.
Ресурсы фиванцев, людские и финансовые, однако, были сильно истощены, и в конце года им пришлось обратиться за помощью к персидскому царю. Артаксеркс направил им 300 талантов, но, как предположил Ю. Белох, не в качестве помощи, а в виде аванса за предоставление вспомогательного войска для похода на Египет.
В 350 до н. э. активных боевых действий не было, и фокидяне воспользовались передышкой для восстановления своих военных сил.

## Кампании 349—348 гг. до н. э.

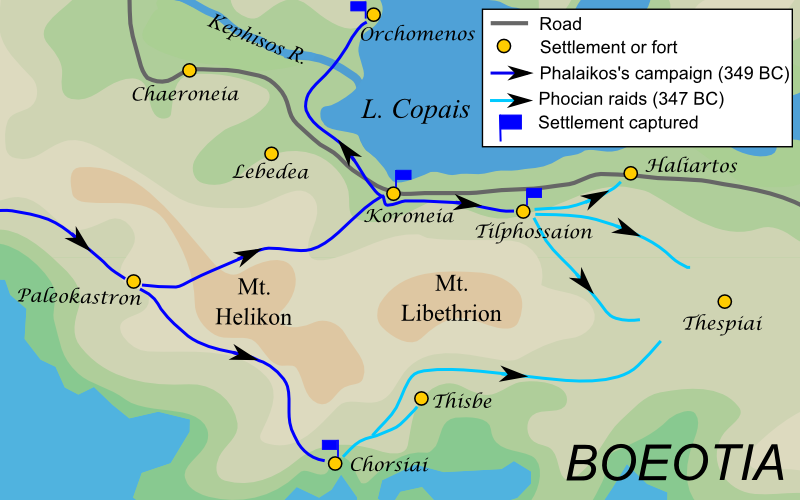
Походы Фалека в Беотию в 349—347 до н. э.

В 349—348 до н. э. военные действия несколько оживились. В 349 до н. э. беотийцы организовали вторжение в Фокиду по двум направлениям: с северо-востока, со стороны Опунтской Локриды, и с юго-запада, но существенного успеха не добились. Они имели перевес над фокидянами при Гиамполе, но в свою очередь, потерпели поражение при Коронее. В следующем году они повторили вторжение, уничтожили хлебные посевы, но на обратном пути потерпели очередное поражение у Гедилия,.
Ресурсы Фокиды также истощались. Менее богатое людьми и финансами государство вело войну за счёт сокровищницы Дельфийского храма, но та оказалась не столь неисчерпаемой, как думалось поначалу. К тому же новый стратег-автократор Фокидского союза Фалек допустил серьёзную ошибку, вмешавшись в политическую борьбу на Эвбее на стороне противников Афин. В результате афиняне потеряли контроль над островом, и там захватили власть сторонники Филиппа Македонского, а фокидяне потеряли важнейшего союзника в лице Афин.

## Вмешательство Македонии. Политический кризис в Фокиде
Фиванцы, продолжая испытывать недостаток средств, обратились (по-видимому, летом 347 до н. э.) за помощью к Филиппу Македонскому. Тот поначалу предоставил лишь незначительную помощь, дабы унизить просителей. Но даже появление небольшого македонского отряда вызвало замешательство среди фокидян, обратившихся, по словам Диодора, в бегство. Укрывшиеся в храме Аполлона в Абах 500 фокидян погибли при вспыхнувшем там пожаре. Фалек, как полагают, осенью того же года был отстранён от власти по формальному обвинению в присвоении храмовых сокровищ, а фактически из-за военных неудач. Вместо него были избраны три обычных стратега: Динократ, Каллий и Софан. Новое правительство пыталось восстановить союзные отношения с Афинами и Спартой, предложив этим державам взять на себя защиту Фермопил.
Афины сами были утомлены войной с Македонией, длившейся с 357 до н. э., и всё больше помышляли о мире, но на предложение фокидян откликнулись и направили к Фермопилам войско под командованием стратега Проксена. Также было решено снарядить 50 триер и вооружить всех граждан до 40 лет для похода в Фокиду. Спартанцы направили тысячу гоплитов под командованием царя Архидама,.
Видимо, уже в начале 346 до н. э. Фалек сумел вернуться к власти, и отменил договорённости с союзниками, потребовав у афинян и спартанцев убраться из-под Фермопил. Разочарованные афиняне в марте—апреле 346 до н. э. заключили с Филиппом Филократов мир. При этом они пытались дипломатическим путём защитить Фокиду, но не преуспели в этом и были вынуждены предоставить бывших союзников их судьбе.

## Поражение Фокидского союза
Филипп с союзными фессалийцами вступил в Локриду, а беотийцы перешли в наступление с востока. Фалек ещё располагал довольно значительными силами (по Диодору — 8 тыс. человек, по словам Демосфена — 10 тыс. гоплитов и тысяча всадников), но этих войск было недостаточно для отражения удара с двух сторон. Понимая это, фокидский стратег ещё весной вступил в переговоры с Филиппом, и в июле 346 до н. э. сдал македонянам укрепления близ Фермопил, лишь выговорив для себя и наёмников право свободного выхода, после чего ушёл на Пелопоннес. Лишившиеся руководства фокидяне были вынуждены сдаться на милость победителей.

## Репрессалии

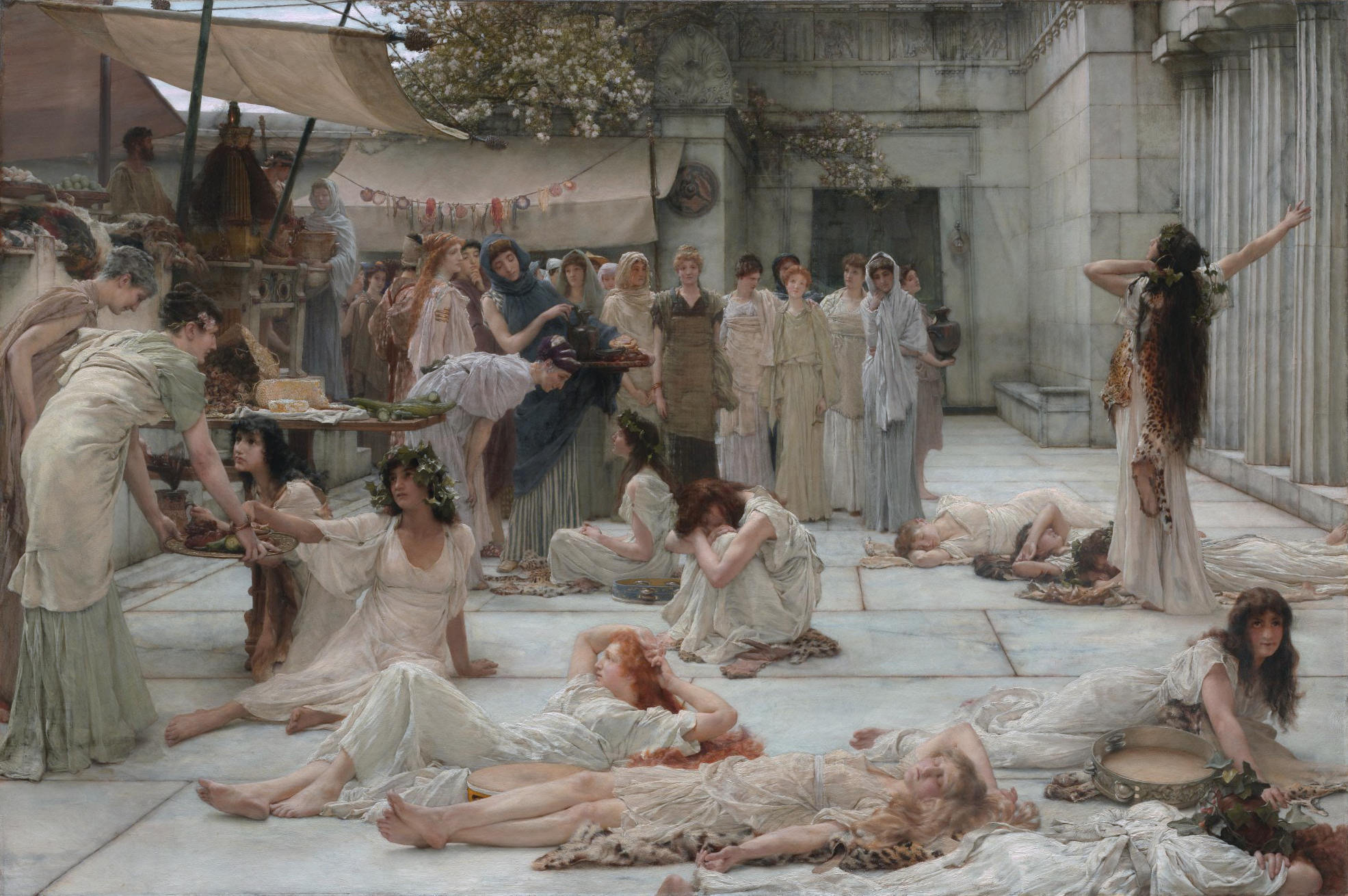
Женщины Амфиссы. Картина Лоуренса Альма-Тадемы, иллюстрирующая один из эпизодов войны. 1888, Институт Кларка, Уильямстаун, Массачусетс

Совет амфиктионов, которому Филипп предоставил решать судьбу жителей Фокиды, наложил на тех суровое наказание. Некоторые предлагали казнить как святотатцев всё взрослое население, но в итоге было решено подвергнуть изгнанию лишь тех, кто был непосредственно виновен в святотатстве. Остальные сохранили жизнь, свободу и владения, но были обязаны ежегодными взносами по 60 талантов компенсировать нанесённый храму ущерб. Чтобы исключить нападения на Дельфы в будущем, у всего населения отобрали оружие и лошадей, и запретили приобретать то и другое, пока не будет выплачен долг храму. Укреплённые города должны были быть срыты, а жители расселены по деревням, насчитывающим не более 50 домов каждая, и отстоящим друг от друга не менее чем на стадий. Для наблюдения за выполнением этих условий в Фокиду вводились македонские и беотийские войска.
Кроме этого фокидяне лишались участия в амфиктионии, а те два голоса, которыми они располагали, передавались царю Македонии, на которого, совместно с фессалийцами и беотийцами, возлагались обязанности проводить Пифийские игры.
В дальнейшем эти весьма жёсткие условия были смягчены, так как в преддверии решительной схватки за гегемонию в Элладе ни Македония, ни Фивы не хотели иметь у себя в тылу озлобленную и униженную страну. К тому же контрибуция в 60 талантов начала выплачиваться только в 343 до н. э., а уже в 341 до н. э. была снижена до 30 талантов в год. Примерно в 339 до н. э. Филипп начал восстанавливать города в Северной Фокиде, а фиванцы и афиняне в Южной. После битвы при Херонее македонский царь уменьшил ежегодный штрафной взнос фокидян до 10 талантов.
Занятые фокейцами при поддержке местных жителей западнобеотийские города Орхомен, Коронея и Корсии были возвращены фиванцам, так же как и Тильфоссейское укрепление. Совет амфиктионов постановил срыть их крепостные стены, но дальнейшая участь этих городов была оставлена на усмотрение Беотийского союза. Тот не проявил ни малейшей жалости, продав всех жителей трёх городов в рабство.
Союзники фокидян вообще почти не пострадали. Афиняне лишились права промантеи (преимущества при обращении к оракулу), но из состава амфиктионии исключены не были, как и спартанцы.

## Итоги
Помимо разгрома Фокиды, война привела к ослаблению Фив, хотя формально беотийцы были в числе победителей. Афиняне не сумели воспользоваться случаем и принять участие в кампании по усмирению Фокиды, хотя Филипп II надеялся привлечь их к этой акции. Македонский царь хотел таким образом создать противовес фиванскому влиянию в Средней Греции, а также укрепить отношения с Афинами, флот которых был необходим для будущего похода в Персию. Однако, продвижение македонян к Фермопилам было слишком стремительным, и афиняне, занятые внутриполитической борьбой, как обычно, не успели послать войска.
Фактически, единственным настоящим победителем стала Македония, превратившаяся в ходе этой войны в сильнейшую державу Эллады. Царь Филипп овладел Фессалией и сумел закрепиться в Средней Греции. Этот стратегический успех во многом предопределил исход будущей борьбы за покорение Греции.